# Thomas Hall
Thomas Hall (Oxford Township, 6 aprile 1750 – Livorno, 12 aprile 1824) è stato un pastore protestante statunitense.

## Biografia

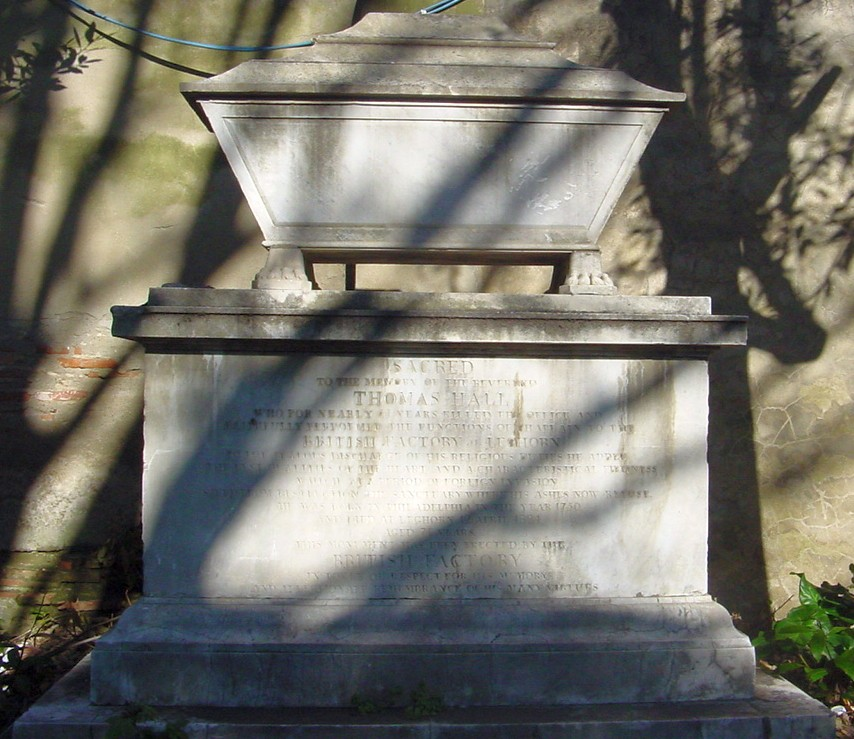
La tomba di Thomas Hall al Cimitero cimitero di Livorno in via Verdi

Thomas Hall discende da una famiglia originaria di Macclesfield (Inghilterra) emigrata in Pennsylvania nella seconda metà del XVII secolo. Il reverendo Hall divenne prete a Londra nel 1774 per poi rientrare in America da dove emigrò nel 1779 recandosi a Leida, Bristol e infine Livorno, dove nel 1783 divenne cappellano della British Factory fino alla sua morte.
Nel 1806 fu contattato dal commodoro David Porter che chiedeva assistenza per trovare un artista in grado di realizzare quello che sarà il Tripoli Monument eretto, in onore delle Guerre di Tripolitania, a Washington e poi spostato ad Annapolis.

### Famiglia
Il figlio Orazio (1790-1867) si sposerà con Giulietta Corridi, figlia di Filippo Corridi e successivamente con Costanza Lamberti, sorella di Ernesta, moglie di Emanuele Fenzi.
La figlia Giovanna (1787-1823) sposerà Gherardo Stub.